# Alì Terme
Alì Terme – miejscowość i gmina we Włoszech, w regionie Sycylia, w prowincji Mesyna.
Według danych na rok 2004 gminę zamieszkiwało 2565 osób, 427,5 os./km².